# Läif a Séil - Les Dernières Cendres
Pour plus de détails, voir Fiche technique et Distribution.
Läif a Séil - Les Dernières Cendres (Läif a Séil) est un drame belgo-luxembourgeois réalisé par Loïc Tanson (lb) et sorti en 2023.

## Synopsis
En 1854, Hélène revient dans son village natal luxembourgeois en prenant une nouvelle identité (Oona) pour se venger de la famille Graff. La famille Graff règne d'une main de fer sur sa communauté. Hélène est furieuse de voir comment ses proches et ses voisins sont opprimés par ces puissants et cruels seigneurs. Elle organise sa vengeance contre cette famille élitiste et autoritaire pour la détruire, seule.

## Fiche technique
- Titre original : Läif a Séil
- Titre français : Läif a Séil - Les Dernières Cendres (au Luxembourg)[2]
- Titre québécois : Les Dernières Cendres[3]
- Titre international : The Last Ashes
- Réalisation : Loïc Tanson (lb)
- Scénario : Loïc Tanson, Frédéric Zeimet (lb)
- Photographie : Nikos Welter
- Montage : Loïc Tanson
- Musique : Thorunn Egilsdottir, Mike Koster
- Décors : Christina Schaffer
- Costumes : Claudine Tychon
- Production : Claude Waringo (lb), Patrick Quinet
- Sociétés de production : Samsa Film, Artémis Productions
- Pays de production :  Luxembourg -  Belgique
- Langue originale : luxembourgeois
- Format : couleur — 2,35:1 — son Dolby Digital
- Genre : drame, film historique
- Durée : 120 minutes
- Dates de sortie :
  - Luxembourg : 4 octobre 2023 (avant-première à Kirchberg) ; 25 octobre 2023 (sortie nationale)
  - France : 27 avril 2024 (festival Grindhouse Paradise, Toulouse)[4]

## Distribution
- Sophie Mousel : Hélène adulte / Oona
- Luc Schiltz (de) : Pier
- Konstantin Rommelfangen (de) : le père d'Hélène
- Timo Wagner (de) : Jon
- Jules Werner (lb) : le comte
- Philippe Thelen : Luc
- Larisa Faber (lb) : la mère d'Hélène
- Tommy Schlesser (de) : Henri
- Marie Jung (de) : Marie
- Jean-Paul Maes (lb) : Pasteur Meyers
- Denis Jousselin : Kremer
- Jeanne Werner (de) : Sindonie
- Max Gindorff : Tom
- Marc Baum : un homme du village

## Production
Le film est co-écrit par le réalisateur Loïc Tanson et Frédéric Zeimet (lb).
Le Fonds national de soutien à la production audiovisuelle (lb) a contribué à hauteur de 2 800 000 euros au budget total estimé à 3 718 000 euros.
Le tournage s'est déroulé du 25 avril au 25 juin 2022, principalement à proximité du château Eyneburg à Hergenrath dans la commune de La Calamine, en Belgique germanophone.
Pour le film, qui se déroule il y a près de 200 ans dans l'Éislek, un langage spécial a été développé par Ian de Toffoli en collaboration avec l'Université du Luxembourg, qui devrait avoir les caractéristiques d'un dialecte du nord et devrait paraître un peu archaïque, mais doit néanmoins être compréhensible sans paraître ridicule.

## Distinctions

### Sélections
- Festival international du film fantastique de Catalogne 2023 (Sitges)[8]
- Festival Grindhouse Paradise 2024 (Toulouse)[4]